# Fatou Baldeh
Fatou Baldeh OBE (diciembre de 1983) es una activista de los derechos humanos gambiana, conocida por su campaña contra la mutilación genital femenina (MGF).

## Biografía y formación
Baldeh sufrió la mutilación genital femenina a la edad de siete años y fue víctima de una mutilación similar a la de su madre.
Baldeh se licenció en Psicología y Salud en la Universidad de Wolverhampton. Posteriormente, cursó un máster  en salud sexual y reproductiva en la Universidad Queen Margaret, Edimburgo.

## Carrera y activismo
Tras finalizar sus estudios, trabajó para el Foro de Investigación Dignity Alert en Edimburgo para fortalecer los derechos de las mujeres y las niñas y promover los valores humanos. En mayo de 2015, fue nombrada directora del Foro de Investigación Dignity Alert. En 2013, señaló públicamente los problemas de la mutilación genital femenina de niñas en Escocia y fue duramente criticada por tales declaraciones. Posteriormente, el 30 de enero de 2014, Baldeh compareció ante el Comité de Igualdad de Oportunidades del Parlamento escocés, donde se le pidió que hiciera una presentación individual para explicar las medidas y directrices que deben aplicarse para evitar que las mujeres jóvenes fueran víctimas de la mutilación genital femenina en Escocia.
Tras pasar la mayor parte de su vida como activista en Escocia, Baldeh regresó a Gambia en 2018, y creó la organización Mujeres en Liberación y Liderazgo (WILL, en sus siglas en inglés).  Asimismo,  ha impartido talleres y seminarios en Gambia y en el International Center for Transitional Justice.
En marzo de 2020, Baldeh recibió un premio She por su destacada contribución al empoderamiento de niñas y mujeres en Gambia. En enero de 2020, la embajadora británica en Gambia, Sharon Wardle, le concedió la Orden del Imperio Británico en reconocimiento a su valor y compromiso en la defensa de las comunidades étnicas y minoritarias negras en Escocia.